# Weißhalsrabe
Der Weißhalsrabe (Corvus cryptoleucus) ist eine Singvogelart aus der Familie der Rabenvögel (Corvidae). Er gehört mit 46–53 cm Körperlänge zu den mittelgroßen Arten der Raben und Krähen (Corvus) und bewohnt das südliche Nordamerika von Zentralmexiko bis in die südwestlichen Great Plains. Sein Habitat bilden aride Prärien und Halbwüsten mit geringem Baumbestand. Weißhalsraben ernähren sich von einem breiten Spektrum von Insekten, kleinen Wirbeltieren, Aas und Getreide. Die Art ist sehr gesellig und tritt im Winter in großen Schwärmen auf. Die Brutzeit der Vögel liegt im Frühjahr und Frühsommer, ihr Nest errichten sie in freistehenden Bäumen und menschlichen Bauten.
Der Weißhalsrabe ist vergleichsweise spärlich erforscht und wurde erst 1845 von Darius N. Couch erstbeschrieben. Er ist nahe mit der westamerikanischen Population des Kolkraben (Corvus corax) verwandt und wurde wahrscheinlich im Laufe des Plio- oder Pleistozäns von ihr getrennt. Der Gesamtbestand der Art ist nicht erfasst. Da die Bestandsentwicklung aber stabil erscheint, wird der Weißhalsrabe von BirdLife International unter Least Concern („nicht gefährdet“) geführt.

## Merkmale

### Körperbau und Farbgebung
Weißhalsraben erreichen Körperlängen von 46–53 cm. Damit gehören sie zu den größeren Raben und Krähen, sind aber kleiner als die größten Raben. Gegenüber ähnlich großen Amerikanerkrähen (C. brachyrhynchos) zeichnen sie sich durch kräftigere, gekrümmte Schnäbel und keilförmige Schwänze aus. Männchen der Art werden im Durchschnitt größer und schwerer als Weibchen, die Geschlechter überlappen aber in allen Maßen deutlich. Männchen werden zwischen 442 und 667 g schwer. Ihr Handflügel ist im ausgestreckten Zustand 332–381 mm lang, ihr Schwanz misst 181–229 mm. Ihre Tarsi sind 55–65 mm lang, die Schnäbel männlicher Weißhalsraben erreichen eine Länge von 53–60 mm. Weibchen erreichen ein Gewicht von 378–607 g und eine Flügellänge liegt zwischen 324 und 362 mm. Der weibliche Schwanz wird 179–222 mm lang, der Lauf weiblicher Weißhalsraben misst ausgewachsen 56,4–61,9 mm. Ihr Schnabel hat eine Länge von 49–56 mm.

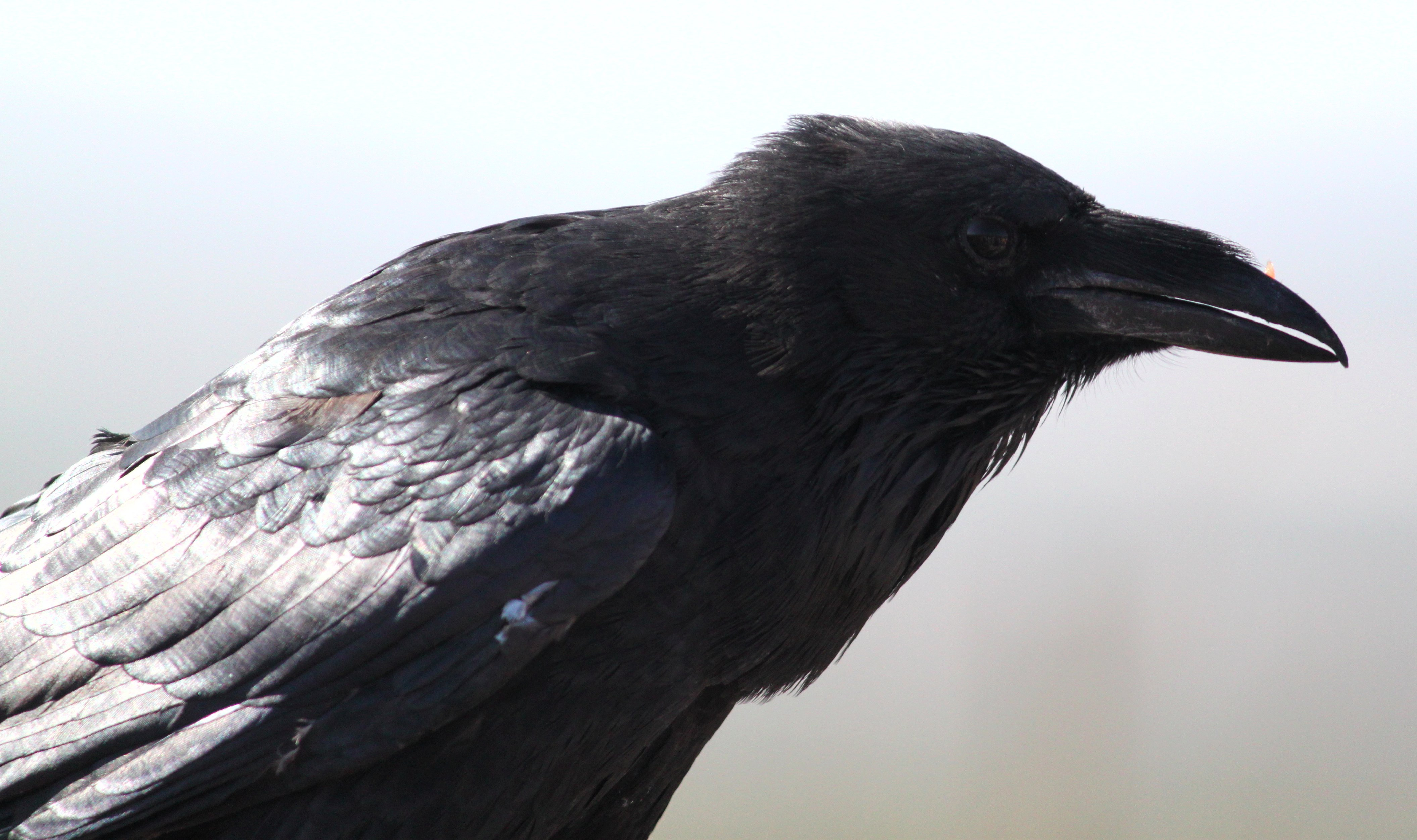
Kopfstudie eines Weißhalsraben. Die Nasalborsten bedecken den Schnabel für gewöhnlich mindestens zur Hälfte.

Das Gefieder der Art ist fast durchgängig schwarz, seine einzelnen Bereiche zeigen aber feine Unterschiede in der Intensität und Tönung der Färbung. Das sichtbare Gefieder ist glänzend schwarz und auf der Körperoberseite von einem bläulichen oder purpurnen Metallglanz überzogen, während die Außenfahnen der Handschwingen und die Körperunterseite einen nur schwachen grünlichen bis bläulichen Schimmer zeigen. Das Halsgefieder ist an den Seiten bräunlich getönt. Seine Federn sind an der Basis schneeweiß gefärbt, was oft nur bei zerzaustem Federkleid deutlich wird. Bei einigen Individuen besitzen auch die obersten Brustfedern eine helle Basis. Die Kehlfedern sind verlängert und lanzettförmig, wodurch das Kehlfeder zerzaust wirkt und sich deutlich abzeichnet. Der Schnabel der Art ist kürzer als der des Kolkraben (C. corax) und kräftiger und stärker gekrümmt als der der Amerikanerkrähe (C. brachyrhynchos). Die langen Nasalborsten bedecken in der Regel mehr als die Hälfte des Schnabels. Ebenso wie die Beine ist er bei adulten Tieren schwarz oder dunkel schiefergrau. Jungtiere zeichnen sich durch rosafarbene Partien im Rachen und an den Schnabelkanten aus. Ihr Gefieder ist vergleichsweise glanzlos und locker. Die Iris von Weißhalsraben ist gelbbraun bis schwarzbraun, altersbedingte Unterschiede in ihrer Färbung sind nicht bekannt.

### Flugbild und Fortbewegung

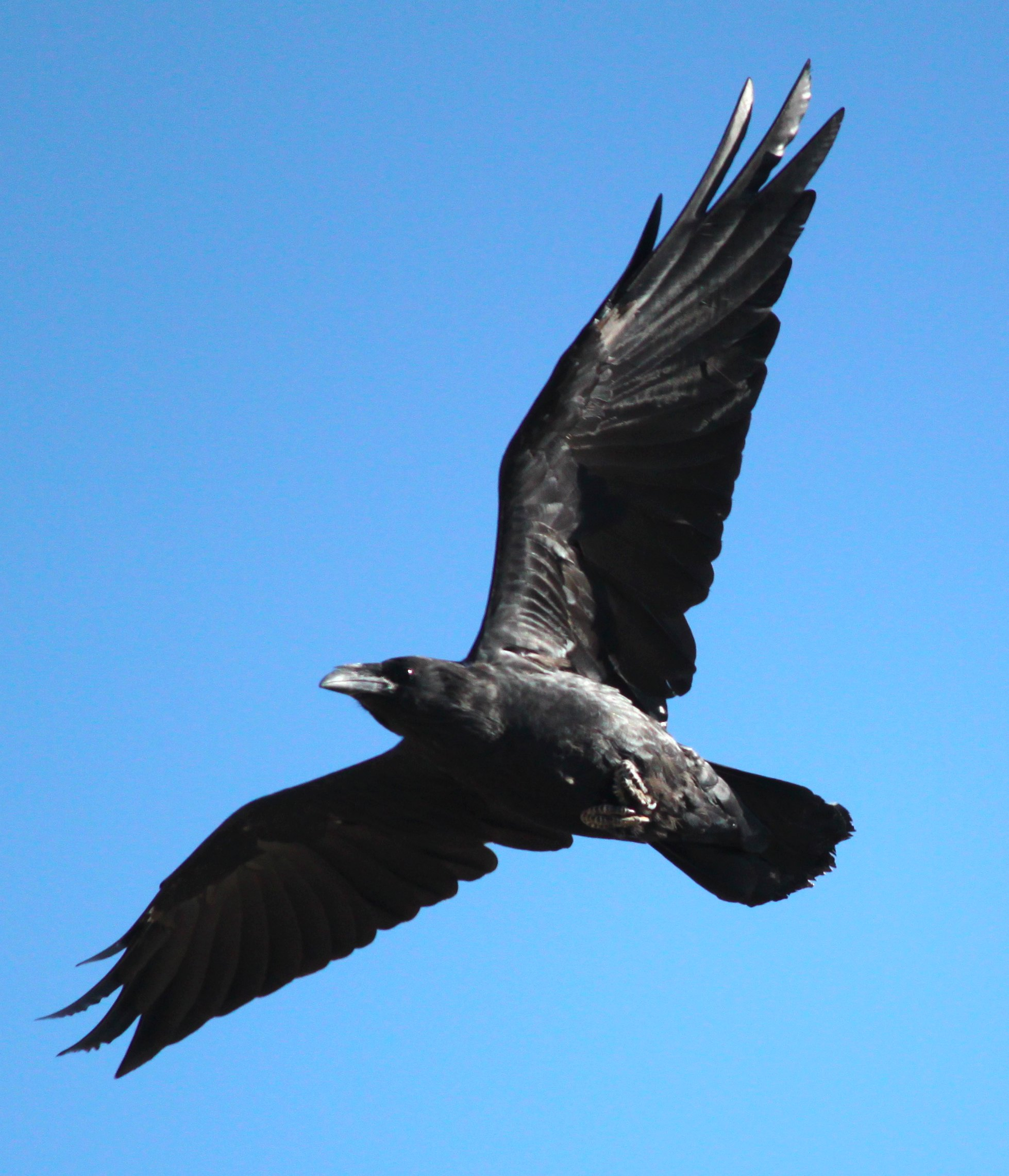
Weißhalsrabe im Flug. Spitze, tief gefingerte Flügel und ein keilförmiger Schwanz unterscheiden die Art von der Amerikanerkrähe (C. brachyxrhynchos), sind aber auch Kennzeichen des größeren Kolkraben (C. corax).

Auf dem Erdboden bewegen sich Weißhalsraben für gewöhnlich schreitend fort. Kleinere Hindernisse überwinden sie hüpfend. Der Flug der Art ist lebhaft und zeichnet sich durch moderat tiefe, maßvolle Flügelschläge aus, wie sie auch für andere Corvus-Arten typisch sind. Im Streckenflug bewegen sich die Tiere meist in geringen Höhen von etwa 20 m. Gelegentlich steigen sie aber auch in Höhen von über 100 m auf, um dort zu kreisen. Um schnell an Höhe zu gewinnen, nutzen Weißhalsraben gerne Windhosen und warme Aufwinde. Im Vergleich zur Amerikanerkrähe ist der Schwanz des Weißhalsraben im Flug länger uns stärker keilförmig; auch sind ihre Flügel spitzer und tiefer gefingert als die der kleineren Verwandten. Kolkraben sind Weißhalsraben im Flug dagegen sehr ähnlich und zeichnen sich äußerlich vor allem durch einen noch längeren und keilförmigeren Schwanz aus.

### Lautäußerungen
Die Lautäußerungen der Art sind nur spärlich erforscht. Wie auch andere Raben und Krähen verfügt der Weißhalsrabe über eine eher raue, krächzende Stimme und ein umfangreiches Vokabular. Der für die Gattung typische Stimmfühlungslaut kaa wird von den Vögeln in vielen verschiedenen Zusammenhängen eingesetzt. Die Intonation variiert dabei je nach Kontext: Als Drohlaut fällt der Ruf beispielsweise tiefer aus als Alarmsignal. Je nach Situation wird er einzeln oder in Serien ausgestoßen. Lange, schnelle Serien weisen für gewöhnlich auf Gefahren hin. Auseinandersetzungen zwischen Individuen werden bisweilen von knurrenden Lautäußerungen begleitet, Balzrituale von weicheren ag-ag Rufen. Die hohen, zirpenden Bettellaute der Jungtiere werden von Altvögeln als Signal für Unterwürfigkeit eingesetzt.

## Verbreitung

Verbreitungsgebiet des Weißhalsraben. Ganzjährige Verbreitung in grün, Winterquartiere in blau. Die Art bewohnt das aride Tiefland Nordamerikas, im 19. Jahrhundert reichte die Verbreitung weiter nach Nordosten.

Das Verbreitungsgebiet des Weißhalsraben umfasst die ariden und semiariden Regionen des zentralen und südlichen Nordamerikas. Die Verbreitungsgeschichte der Art ist nur lückenhaft dokumentiert. Im späten 19. Jahrhundert war die Art im Norden bis an die Südgrenzen Wyomings und Nebraskas verbreitet. Von dort verlief die Verbreitungsgrenze südostwärts durch das westliche Kansas und Oklahoma und weiter südwärts durch Texas, wo das Artareal in etwa durch die 150-mm-Isohyete beziehungsweise den an ihr orientierten Getreideanbau begrenzt wurde. Von dort aus folgte die Verbreitung der Golfküste bis nach Mexiko, wo die historischen Vorkommen der Art nicht bekannt sind. Im Westen umfasste das Artareal den äußeren Süden Arizonas, weite Teile New Mexicos und das westliche Colorado. Bis in die 1940er Jahre verschob sich die nördliche Verbreitungsgrenze südwärts bis an die texanische Grenze. In Colorado blieb lediglich eine Reliktpopulation zurück, New Mexico wurde nur noch im Süden und Osten besiedelt. Die östliche Verbreitungsgrenze wich in Texas hinter San Antonio zurück und erreichte die Golfküste nur noch im äußersten Süden.
Heute bewohnt der Weißhalsrabe Mexiko südwärts bis etwa nach Jalisco. Von dort aus verläuft sein Verbreitungsgebiet nach Nordwesten, wo es von der Sierra Madre Occidental flankiert wird. Die humide Ostseite des Gebirges wird von der Art nicht besiedelt. Nördlich des Gebirges reicht das Artareal ins nördliche und zentrale Sonora. Von dort aus verläuft seine Grenze durch den äußeren Südwesten Arizonas und schließt das südliche und östliche New Mexico ein. Ob die Art auch weiter nordwestlich vorkommt, ist fraglich. Eine kleine Reliktpopulation in der zentralen Grenzregion Colorados und New Mexicos westlich der Rio-Grande-Schleife könnte darauf hinweisen. Den Südosten Colorados besiedelt der Weißhalsrabe bis über den Arkansas River hinaus, hier erreicht die Art den nördlichsten Punkt ihrer Verbreitung. Im angrenzenden Kansas bildet der Fluss für ein kleines Stück die nördliche Verbreitungsgrenze, bevor diese etwa bei Dodge City nach Südwesten abbiegt und die äußerste Oklahoma Panhandle durchquert. Von dort aus verläuft sie bis nach Texas, spart den äußeren Nordosten seiner Panhandle aus und schließt im Osten nochmal einen schmalen Streifen von Oklahoma ein. Ab hier verläuft die Grenze in einem leichten Bogen südwärts bis an die Golfküste, der das Verbreitungsgebiet bis ins Zentrum Tamaulipas’ folgt, dessen Süden überwiegend nicht mehr zu den Brutgebieten gehört. Von der Golfküste verläuft die Brutgrenze in Nordwestrichtung, spart einen kleinen Teil Nuevo Leóns aus und erreicht dann in einem breiten Bogen mit Guanajuato ihren südlichsten Punkt. Im Winter finden, bedingt durch das veränderte saisonale Nahrungsangebot, Wanderungsbewegungen statt. Dabei gibt die Art ihre Brutgebiete nicht völlig auf, Teile der örtlichen Populationen ziehen aber in Gebiete mit erhöhtem Aufkommen von Getreide und anderer Nahrung. Im Süden des Verbreitungsgebiets reichen die Winterquartiere auch über die Brutgebiete hinaus: Westlich der Sierra Madre Occidental umfassen sie fast ganz Sonora und Sinaloa. Im Zentrum Mexikos reichen sie von der südwestlichen Golfküste westwärts bis nach Jalisco, wo sie ihren südwestlichsten Punkt erreichen und wiederum von der Sierra Madre Occidental begrenzt werden. Die Zugbewegungen setzen im Frühherbst ein und dauern bis Dezember an. Gegen Ende Februar beginnen die Tiere, in die Brutgebiete zurückzuwandern.
Es ist unklar, was die Ursache für den Rückzug der Art aus dem Norden ihres Verbreitungsgebiets ist, der ab Ende des 19. Jahrhunderts einsetzte. Möglicherweise stellt die weite Ausbreitung der Art im Norden eine Reaktion auf den massenhaften Abschuss des Bisons (Bison bison) durch den Menschen dar. In dessen Folge blieben oft große Mengen an Kadavern in der Prärie zurück, die für den Weißhalsraben eine ergiebige Nahrungsquelle gebildet haben könnten. Das Verschwinden der Art dürfte durch das Aufkommen extensiver Getreidefelder in Kansas und Colorado hinausgezögert worden sein. Umgekehrt kam es aber wahrscheinlich schon vor Ende des 19. Jahrhunderts zu einer größeren Ausbreitung der Art, nachdem ihr die Errichtung von Telegrafenmästen und anderen Konstruktionen baumlose Regionen als Brutgebiete erschloss. Über die prähistorische Verbreitung des Weißhalsraben lässt sich lediglich mutmaßen. Die nächsten Verwandten der Art, die Kolkraben Kaliforniens und Nevadas lassen auf einen Ursprung der Art im eisfreien Kalifornien des Plio-Pleistozäns schließen. Diese Hypothese wird durch Knochenfunde in den La Brea Tar Pits gestützt, die in Größe und Gestalt denen des Weißhalsraben gleichen.

## Lebensraum

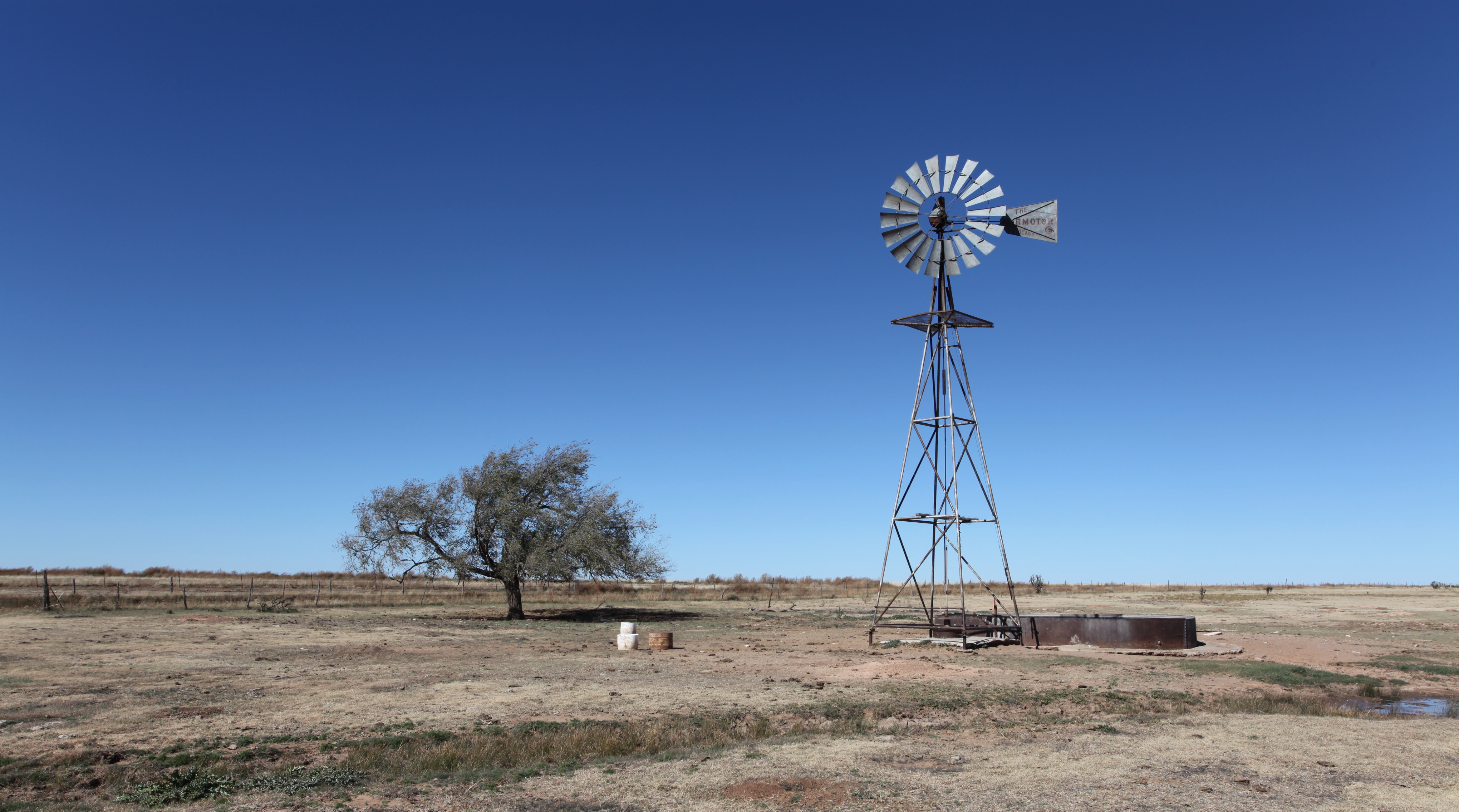
Ein für Weißhalsraben typisches Habitat im Curry County, New Mexico. Der Lebensraum der Art ist durch offene Vegetationsformen geprägt und mitunter völlig baumlos. Windräder und andere Konstruktionen stellen dann wichtige Brutplätze dar.

Der Weißhalsrabe ist ein typischer Prärie- und Wüstenbewohner. Er bevorzugt trockenes, offenes Grasland, wie es im Flachland der USA und Mexikos weitflächig vorkommt. Die dortige Vegetation ist von Gräsern der Gattungen Aristida, Bouteloua, Sporobolus, Muhlenbergia und Hilaria geprägt. Versprengte Mesquiten (Prosopis spp.), Palmlilien (Yucca spp.) oder Akazien (Acacia spp.) sind oft die einzigen Bäume und Sträucher dieser Landschaften. Besonders hohe Siedlungsdichten werden in Gesellschaften von Prosopis glandulosa, Bouteloua eriopoda und Kreosotbusch (Larrea tridentata) erreicht. Auch in stärker wüstenähnlichen Landschaften ist die Art zu finden. Diese vor allem im südlichen Artareal häufigen Vegetationsformen zeichnen sich neben Kreosotbüschen durch die Eichenart Quercus havardii und verschiedene Mesquitenspezies aus. Im Hügelland sind Weißhalsraben mitunter auch in lückigem Pinyon-Juniper-Woodland zu finden. In höheren Lagen und dichteren Vegetationsformen werden sie vom Kolkraben (C. corax) abgelöst, der dort, wo beide Arten sympatrisch vorkommen, in der Regel auch die humideren Regionen bewohnt. Im Norden des Verbreitungsgebiets kommt der Weißhalsrabe darüber hinaus in baumlosen Prärien vor, wo Strommasten oder Windräder als Brutplätze fungieren. Im Winter ist die Art auch abseits von potentiellen Brutplätzen zu finden. Vor allem extensive Getreidefelder oder Müllkippen werden dann als Nahrungshabitate attraktiv. Obwohl die Art von Menschen dicht besiedelte Gebiete in der Regel meidet, zeigt sie eine hohe Affinität zu anthropogenen Landschaften mit geringerer Bevölkerungsdichte. Ursachen dafür sind unter anderem ein verbessertes Brutplatzangebot, ein hohes Weideviehaufkommen und die Verfügbarkeit von Getreidesamen im Winter.

## Lebensweise

### Ernährung

Jahreszeitliche Verteilung im Nahrungsspektrum texanischer Weißhalsraben. Über das Jahr hinweg dominieren Getreide, Insekten und Aas in der Nahrung.

Als Omnivoren verwerten Weißhalsraben ein breites Spektrum von Futterquellen. Je nach Verfügbarkeit und Bedarf schwankt die jahreszeitliche Zusammensetzung ihrer Ernährung stark. Getreide ist fast das gesamte Jahr über von großer Bedeutung, fällt aber während der sommerlichen Brutzeit deutlich hinter Insekten und Wildfrüchte zurück. Säugetieraas ist nach Insekten die wichtigste Proteinquelle für die Tiere und wird als solche vor allem in den Herbst- und Wintermonaten wichtig. Im Frühsommer steigt der Anteil der Heuschrecken (Orthoptera spp.) in der Nahrung in einigen Regionen auf bis zu 60 % des Gesamtvolumens. Die Brutzeit des Weißhalsraben fällt mit der Hauptflugzeit der meisten Orthopterenarten zusammen, die auch als Hauptfutter für die Nestlinge dienen. Im Spätsommer und Frühherbst nehmen Wildfrüchte in der Nahrung stark zu, während Wirbellose zurückfallen. Später im Jahr gewinnt pflanzliche Nahrung noch stärker an Bedeutung. Im Süden der USA stellen dann vor allem kommerziell angebaute Sorghum-Arten einen Großteil der Nahrung. Erst ab etwa März nimmt die dann wieder zahlreicher auftretende tierische Nahrung einen größeren Anteil als die pflanzliche ein. Über das Jahr verteilt ergab sich in einem texanischen Untersuchungsgebiet folgendes Bild: Sorghum-Hirsen nahmen 26,66 % des Nahrungsvolumens ein, gefolgt von Säugetieren (hauptsächlich Aas) mit 13,63 %. Den drittgrößten Volumenanteil machten Heuschrecken mit 12,56 % aus, Käfer (Coleoptera) schlugen mit 9,55 % zu Buche, während Feldfrüchte (ohne Getreide) 7,27 und Wildfrüchte 7,00 % des jährlichen Nahrungsvolumens ausmachten. Weitere 6,64 % entfielen auf Schmetterlinge und ihre Raupen. Tierische und pflanzliche Nahrung machten jeweils rund 50 % des Gesamtvolumens aus.

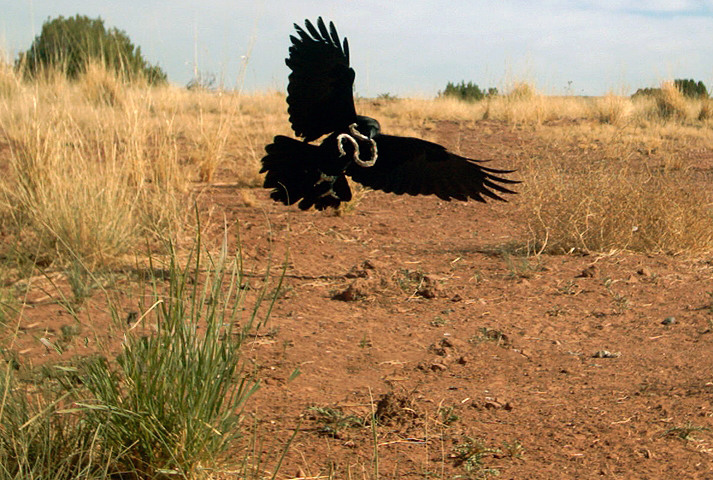
Weißhalsrabe mit erbeuteter Schlange. Den Großteil ihrer Nahrung nimmt die Art vom Boden auf.

Ihre Nahrung suchen die Vögel vorwiegend feldernd, aber auch von Sitzwarten oder aus dem Flug heraus. Beutetiere werden meist am Boden gefangen, eher selten (etwa im Fall von Heuschrecken) aus der Luft. Bei sterbenden Lämmern und Kälbern fressen die Vögel zunächst die weichen, unbehaarten Teile wie Augen, Nabel oder After, weil es ihnen schwerfällt, die Haut größerer Tiere aufzutrennen. Generell nähern sie sich sterbenden oder toten Tieren (etwa Roadkill) mit großer Vorsicht und wagen es erst nach einiger Zeit, von ihnen zu fressen. Weißhalsraben suchen unter Tierdung und Steinen gezielt nach Insektenlarven und versuchen oft auf verschiedene Art und Weise, mögliche Verstecke von Insekten zu öffnen. Umgekehrt verstecken sie überschüssige Nahrung in selbst gegrabenen Erdlöchern und unter Blättern oder Rinden, um sie zu einem späteren Zeitpunkt wieder hervorzuholen. Menschliche Abfälle verwerten Weißhalsraben seltener als etwa Amerikanerkrähen oder Kolkraben, da sie dichter besiedelte Gebiete eher meiden. Trotzdem sind sie häufig in größerer Zahl in der Nähe von Campingplätzen oder Mülldeponien zu finden, wo sie nach Abfällen und weggeworfener Nahrung suchen.

### Sozialverhalten
Anders als seine nächsten Verwandten ist der Weißhalsrabe ein sehr geselliger Vogel. Während die meisten größeren Corvus-Arten als adulte Tiere ganzjährig in Paaren leben und größere Territorien verteidigen, finden sich Weißhalsraben im Winter oft zu Schwärmen von mehreren hundert bis zehntausend Individuen zusammen. Diese Schwärme gehen gemeinsam auf Wanderschaft und sind oft an Wasser- und Nahrungsquellen zu beobachten. Das ganze Jahr über nutzen vor allem Jungvögel und andere Nichtbrüter gemeinsame Schlafplätze, an denen sich 50 bis 200 Tiere einfinden. Brutpaare sondern sich während der Brutzeit von den Schwärmen ab, stoßen aber nach dem Ausfliegen der Jungen wieder zu ihnen. Im Spätsommer wachsen die Schlafgemeinschaften so oft auf über 500 Vögel an. An Schlafplätzen sind Weißhalsraben gelegentlich mit Amerikanerkrähen vergesellschaftet. Die Individualdistanz liegt in feldernden Schwärmen und auf Sitzwarten meist unter 1 m. Innerhalb von Schwärmen bildet sich meist eine lose Hierarchie heraus, in der dominante Tiere an Futterplätzen oder Sitzwarten über subordinate vertreiben können. Auseinandersetzungen finden vor allem in Form von Verfolgungsjagden statt, schlagen aber nur äußerst selten in direkte physische Aggressionen um.

### Fortpflanzung
Daten über die Brutbiologie von Weißhalsraben liegen hauptsächlich aus den südlichen USA vor. In New Mexico und Texas bilden sich die ersten Brutpaare ab März und treten dann im April und Mai immer häufiger auf. Ort der Verpaarung sind meist kleinere, lockere Schwärme. Das Balzverhalten besteht aus einem Ritual, bei dem aneinander interessierte Vögel sich zunächst in etwa 1 m Abstand parallel zueinander aufstellen und in die gleiche Richtung blicken. Von Zeit zu Zeit schreitet einer der beiden Vögel in einem Bogen auf den anderen zu, woraufhin beide beginnen, miteinander zu schnäbeln und sich gegenseitig das Gefieder zu putzen. Nach etwa einer Minute nehmen beide Vögel wieder ihre Ausgangsposition ein. Eine weitere Rolle spielen bei der Fortpflanzung wahrscheinlich auch akrobatische Balzflüge.
Der Nestbau setzt in den südlichen USA im April ein. Als Nistplatz werden Bäume, Büsche, Telefonmasten, Windräder oder Fördertürme gewählt. In Bäumen wird das Nest meist in Astgabeln platziert; bedingt durch den geringen Wuchs der Bäume in der Region liegen sie oft nur in einer Höhe von 2–5 m. Auf anthropogenen Konstruktionen nisten die Tiere dagegen höher; je nach Bauart liegt die durchschnittliche Nisthöhe zwischen 7 und 20 m. Das Nest besteht aus einer 31–62 cm breiten und 30–36 cm tiefen Außenschale aus relativ langen, sperrigen Zweigen (meist von Mesquiten) oder Drahtstücken, die lose miteinander verwoben werden. In sie hinein wird eine 15–21 × 13–15 cm große Mulde gedrückt, die mit feineren Materialien – beispielsweise Haaren, Federn, Papier oder Gras – ausgekleidet wird. Die eigentliche Konstruktionsarbeit übernimmt vor allem das Weibchen, während das Männchen sich auf das Sammeln von Material konzentriert. Das Weibchen legt seine grünlichen, oft dunkel gesprenkelten oder gestrichelten Eier von April bis Juni. Die Gelegegröße liegt zwischen einem und acht Eiern, der Mittelwert schwankt je nach Jahr und Region zwischen 4,8 und 5,4 Eiern. Die Eier werden 18–22 Tage bebrütet, bevor die Jungen schlüpfen. Die Nestlinge beginnen nach 30 Tagen, auf Äste zu klettern, fliegen aber frühestens nach etwa 35, in der Regel erst nach 37–40 Tagen aus. Anfangs fällt ihnen der Abflug vom Boden noch sehr schwer, weshalb sie nach der Landung auf Sträucher klettern und sie als Abflugplatz nutzen. Zwei Tage nach dem Ausfliegen sind sie in der Lage, Strecken von etwa einem Kilometer im Flug zurückzulegen. Die Reproduktionsrate in einer texanischen Studie lag zwischen 1,9 und 2,6 ausgeflogenen Jungen pro Weibchen. Das Verhältnis von ausgeflogenen Jungen zu gelegten Eiern lag in den USA in der Vergangenheit zwischen 50 und 89 %. Diese relativ starken Schwankungen hängen wahrscheinlich mit der Verfügbarkeit von Heuschrecken in den jeweiligen Jahren zusammen, die während ihrer Flugzeit die Hauptnahrung der Nestlinge bilden.

## Krankheiten und Mortalitätsursachen
Aufgrund ihrer Größe haben Weißhalsraben relativ wenige Feinde. Der Tod adulter Tiere durch Fressfeinde ist nur in einem Fall dokumentiert, in dem Reste eines Individuums in einem Wanderfalkennest gefunden wurden. Nestlinge fallen hingegen wohl häufiger typischen Nesträubern zum Opfer. Kojoten (Canis latrans) scheuchen gelegentlich halbflügge Jungvögel aus tiefliegenden Nestern und fangen sie dann am Boden ab, wenn sie erschöpft landen. Neben Fressfeinden sind auch starke Winde und Verhungern verbreitete Todesursachen unter Nestlingen. Die Haupttodesursachen für ausgewachsene Weißhalsraben sind wahrscheinlich Abschuss durch Menschen (der auch den Tod von Nestlingen zur Folge haben kann), Stromschläge durch Hochspannungsleitungen oder Kollisionen mit Autos, wie sie auch für andere Aasfresser dokumentiert sind. Quantitative Daten liegen für die Art allerdings kaum vor: Von über 1700 im Jahr 2012 beringten Vögeln wurden bis zum Frühjahr 2013 nur 10 erneut gesichtet. Das macht es schwierig, allgemeine und repräsentative Aussagen über die Gesamtpopulation und verbreitete Todesursachen zu treffen. Gleiches gilt für die Lebenserwartung. Hier liegen nur über Maximalwerte verlässliche Daten vor: Der älteste bekannte Weißhalsrabe wurde 1980 beringt, als er bereits mindestens ein Jahr alt war, und 2001 erneut gesichtet. Das zweitälteste Individuum, über das Aufzeichnungen vorliegen, wurde mindestens zwölf Jahre alt. Ungeachtet solch hoher Lebensspannen sterben aber wahrscheinlich viele Jungtiere schon im ersten Lebensjahr.
Unter den Ektoparasiten der Art stechen vor allem die Federlinge Brueelia afzali und Philopterus ocellatus osbornis hervor, der Weißhalsrabe dient aber noch vielen weiteren Kieferläusen als Wirt. Die häufigsten Endoparasiten sind die Fadenwürmer Acauria anthurus und Diplotriaena tricuspis. Für gewöhnlich ist jeder wildlebende Weißhalsrabe von Parasiten befallen, was aber nicht notwendigerweise gesundheitliche Beeinträchtigungen zur Folge haben muss. Der hohe Grad an Parasitismus ist wohl darauf zurückzuführen, dass die Art äußerst gesellig ist und Vögel in geringem Abstand zueinander schlafen und fressen.

## Systematik und Taxonomie
Der Weißhalsrabe wurde 1853 von Darius N. Couch erstbeschrieben, der damals eine ornithologische Expedition in Nordmexiko unternahm. Couch beschrieb ein Weibchen aus Tamaulipas als Holotyp und verlieh der Art mit Blick auf die verdeckten weißen Halsfedern das Epitheton cryptoleucus (von κρύπτον/krýpton, „verborgen“, und λευκός/leukos, „weiß“).
Eine frühe Untersuchung auf Basis von mtDNA-Sequenzen durch Kevin Omland und Kollegen kam 2000 zu dem Ergebnis, dass der Weißhalsrabe nahe mit Kolkraben der nordamerikanischen Westküste (C. corax sinuatus) verwandt ist, während die restlichen Kolkraben der Holarktis eine eigenständige Klade bildeten. Chris Feldman und Kevin Omland konnten dieses Ergebnis 2005 noch einmal reproduzieren. Diese letztere Studie gruppierte darüber hinaus jeweils den Weißhalsraben und den kalifornischen Kolkraben sowie den holarktischen Kolkraben und den Schildraben (C. albus) zusammen. Weitere Untersuchungen durch die Autoren unterstrichen diese Ergebnisse. Welche taxonomischen Konsequenzen diese Ergebnisse haben, ist unklar: Aus phylogenetischer Sicht wäre der Weißhalsrabe entweder dem Kolkraben zuzuschlagen oder der westamerikanische Kolkrabe in den Artrang zu erheben. Da sich die westamerikanischen Kolkraben aber offenbar mit holarktischen fortpflanzen, während dies bei Weißhalsraben nicht zu beobachten ist, spricht das biologische Artkonzept dafür, den taxonomischen Status quo beizubehalten. Wahrscheinlich trennten sich Weißhalsrabe und Kolkrabe im Laufe des Pliozäns (etwa 2,6-0,01 mya) voneinander, als sie durch wiederholte Vergletscherungen der Rocky Mountains isoliert wurden und in der Folge unterschiedliche Habitatvorlieben entwickelten.
Innerhalb des Weißhalsraben werden für gewöhnlich keine Unterarten unterschieden, er gilt als monotypisch. Die Unterart C. c. reai, die Allan Phillips 1986 für größere Tiere aus dem Westen des Verbreitungsgebiets aufstellte, beruht offenbar auf ungenauen Messungen, weshalb sie derzeit nicht als valide betrachtet wird.

## Status
Über den Gesamtbestand des Weißhalsraben liegen keine Daten vor. Lediglich die Bestandsentwicklung im Bereich der südlichen USA lässt sich anhand der Breeding Bird Surveys der letzten 40 Jahre abschätzen. Demnach sind die Brutbestände innerhalb der Beobachtungsflächen stabil geblieben. Lediglich in den Tamaulipan Brushlands am Unterlauf des Rio Grande nahm die Population im Untersuchungszeitraum um 2,7 % ab. Zwischen den Jahren kann es – abhängig vom Nahrungsangebot – aber offenbar zu starken regionalen Bestandsschwankungen kommen, wie mexikanische Untersuchungen zeigen. Mögliche Gefahren für die Art gelten als weitgehend unerforscht, allerdings gelten Stromschläge durch Draht im Nistmaterial, Herbizideinsatz (insbesondere von Tebuthiuron gegen Quercus havardii) und aktive menschliche Verfolgung. Während die gezielte Tötung durch Abschuss oder Vergiftung vor allem im 20. Jahrhundert zu hohen Verlusten. So wurden 1934 mit Hilfe von vier Fallen über 10.000 Weißhalsraben gefangen. Mittlerweile hat die Verfolgung aber offenbar abgenommen, während die Gefahr von Stromschlägen in den Fokus von Vogelschützern gerückt ist. Schätzungen gehen von mehreren hundert bis tausend Todesfällen jährlich allein für den Weißhalsraben aus. Als Gegenmaßnahme werden vor allem in den USA stellenweise speziell angepasste Strommasten verwendet, die das Risiko von Kurzschlüssen durch Nistmaterial verringern.
Schutzprogramme mit Bezug zum Weißhalsraben bestehen derzeit weder in Mexiko noch in den USA; BirdLife International listet die Art als ungefährdet. Allerdings wird der Rückgang der Art im Norden ihres Areals mit Sorge beobachtet, weil er möglicherweise auf einen Rückgang der Kurzgrasprärie hindeutet. Die gezielte Erhaltung stillgelegter Telefonmasten wird unter Ornithologen als eine Erhaltungsmaßnahme diskutiert. Um von der Art hervorgerufene Schäden auf Getreidefelder einzugrenzen, wurden noch im 20. Jahrhundert der Abschuss von Vögeln, Schreckschussanlagen und die großflächige Zerstörung ihrer Nester diskutiert, aber nur selten konsequent durchgeführt. Jüngere Vorschläge gehen eher in Richtung abschreckender Kontrollmaßnahmen und den Schutz von Feldfrüchten durch Textilien.